# Naranjo (canton)
Pour les articles homonymes, voir Naranjo (homonymie).

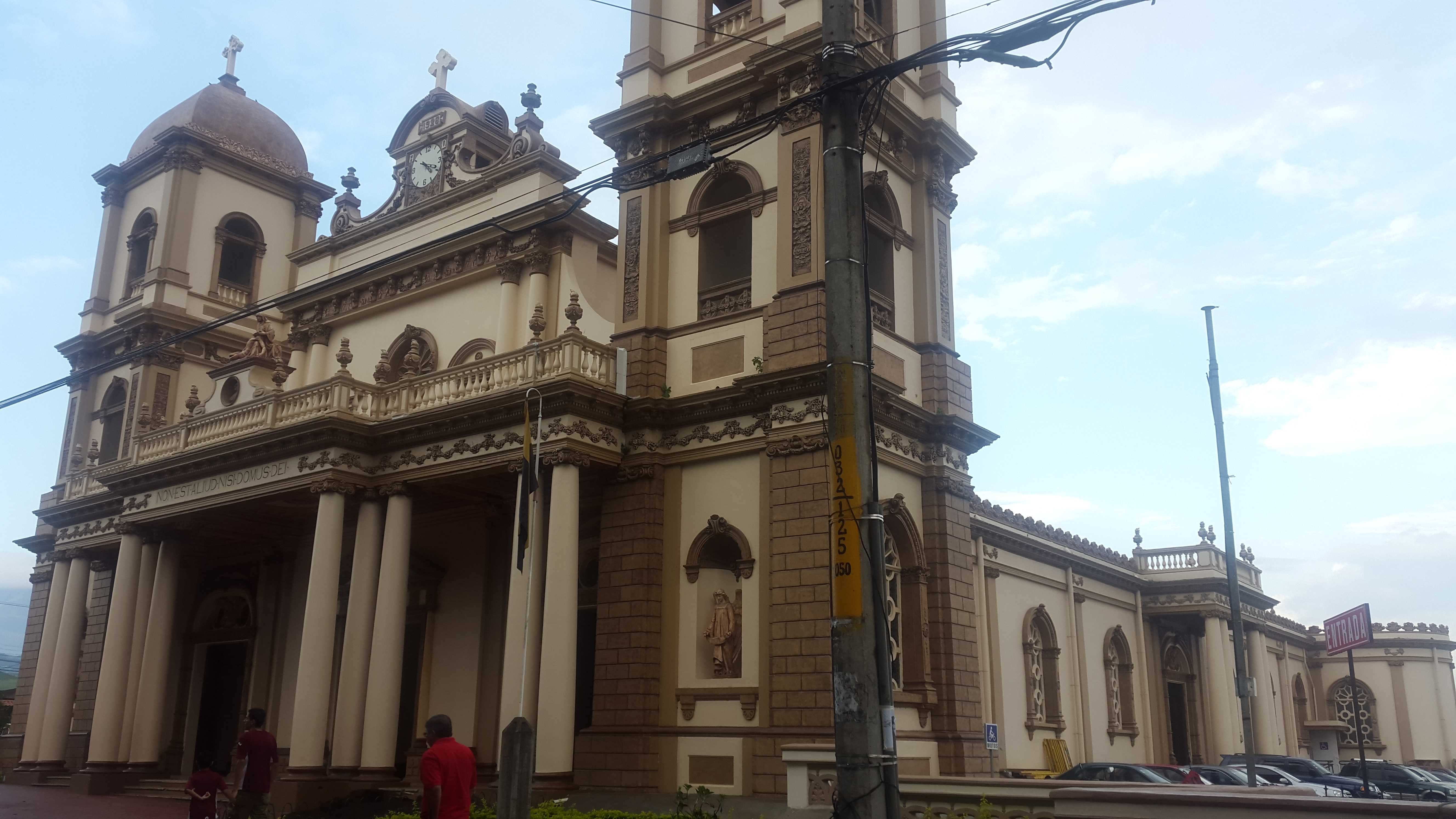
Eglise de Naranjo (Costa Rica)

Le canton de Naranjo est une subdivision administrative du Costa Rica appartenant à la province d'Alajuela. Il couvre une superficie de 126,62 km2, pour une population de 37 602 habitants. Le chef-lieu du canton est la ville de Naranjo.

## Composition
Le canton de Naranjo est divisé en 7 districts :
| Code Inec | District          | Population (2000) | Densité (hab./km²) | Superficie |
| --------- | ----------------- | ----------------- | ------------------ | ---------- |
| 20601     | Naranjo           | 18 514            |                    |            |
| 20602     | San Miguel        | 3 532             |                    |            |
| 20603     | San José          | 3 225             |                    |            |
| 20604     | Cirrí Sur         | 3 790             |                    |            |
| 20605     | San Jerónimo      | 2 703             |                    |            |
| 20606     | San Juan          | 2 709             |                    |            |
| 20607     | Rosario           | 3 129             |                    |            |
|           | Canton de Naranjo | 37 602            | 297                | 126.62     |